# Lichtenberg Emil
Lichtenberg Emil (Budapest, 1874. április 2. – Budapest, 1944. december 6.) karmester, zeneíró.

## Élete
Lichtenberg Ignác biztosítóintézeti igazgató és Weiszkopf Zsófia fia. 1892–1897 között az Országos Zeneakadémián Koessler János (zeneszerzés) és Szendy Árpád (zongora) tanítványa volt. 1902-től Budapesten az Operaház korrepetitora lett. 1907–1925 között az Operaház karmestere.  
Kinevezése előtt európai tanulmányúton vett részt, melynek keretében megfordult Rigában és Kölnben is. Feltehetőleg ekkor került kapcsolatba a Németországban virágkorát élő oratóriumkultusszal. A Ház elsősorban betanító karmesterként, repertoárdarabok dirigenseként és főleg Wagner-szerepek korrepetitoraként alkalmazta. A közel két évtized alatt egyetlen operabemutatót vezényelt, Georges Bizet Dzsamilé című egyfelvonásosát.  
1908-ban megalapította a Magyar Nők Karegyesületét, 1910-ben a Budapesti Karénekegyesületet (férfikar). E kettő egyesítéséből, műkedvelő zenekarral kiegészítve, létesítette 1919-ben a Budapesti Ének- és Zenekaregyesületet, mely 1951. január 1-jével megszűnt, illetve beolvadt a Forrai Miklós által vezetett Budapesti Kórusba. Az együttessel, melynek vezetője és karmestere volt, rendszeresen tartott hangversenyeket.  
Utoljára 1944. februárjában lépett fel. December elején feleségével együtt a nyilasok elhurcolták. Előadásaival nagy érdemeket szerzett a klasszikus kóruskultúra magyarországi megalapozása, az oratóriumok megismertetése és elterjesztése, Bach és Händel népszerűsítése terén. A Händel-oratóriumok nagy részét ő mutatta be Budapesten. 
Házastársa Propper Aranka (1879–1944) volt. 1907. augusztus 4-én Budapesten kötöttek házasságot. Inasuk feljelentésére saját kertjükben lőtték agyon őket a nyilasok.

## Művei
- Wagner Richárd: Parsifal (tanulmány)
- Bach élete és művei (1940)
- Bach – Die kunst der fuge (tanulmány)
- Händel – A Messiás (oratórium)
- Bach – H-moll mise
- Beethoven zongoraszonátai (1940)
- Brahms requiem (1910)

### Monográfiák
- Beethoven és a Missa Solemnis. Budapest: May János, 1931
- Heinrich Schütz. Budapest: May János, 1935
- Beethoven zongoraszonátái. A mesterszonáta zenei elemzése; Rózsavölgyi és Társa, Bp., 1939
- Johann Sebastian Bach élete és művei. Budapest: Rózsavölgyi és Társa, 1940
- Mozart élete és művei. Budapest: Rózsavölgyi és Társa, 1943
- Beethoven kamarazenéje. Budapest: Rózsavölgyi és Társa, 1944